# Казе дела Фоса (Римини)
Казе дела Фоса је насеље у Италији у округу Римини, региону Емилија-Ромања.
Према процени из 2011. у насељу је живело 11 становника. Насеље се налази на надморској висини од 13 м.